# Santa Casa da Misericórdia de Alcochete

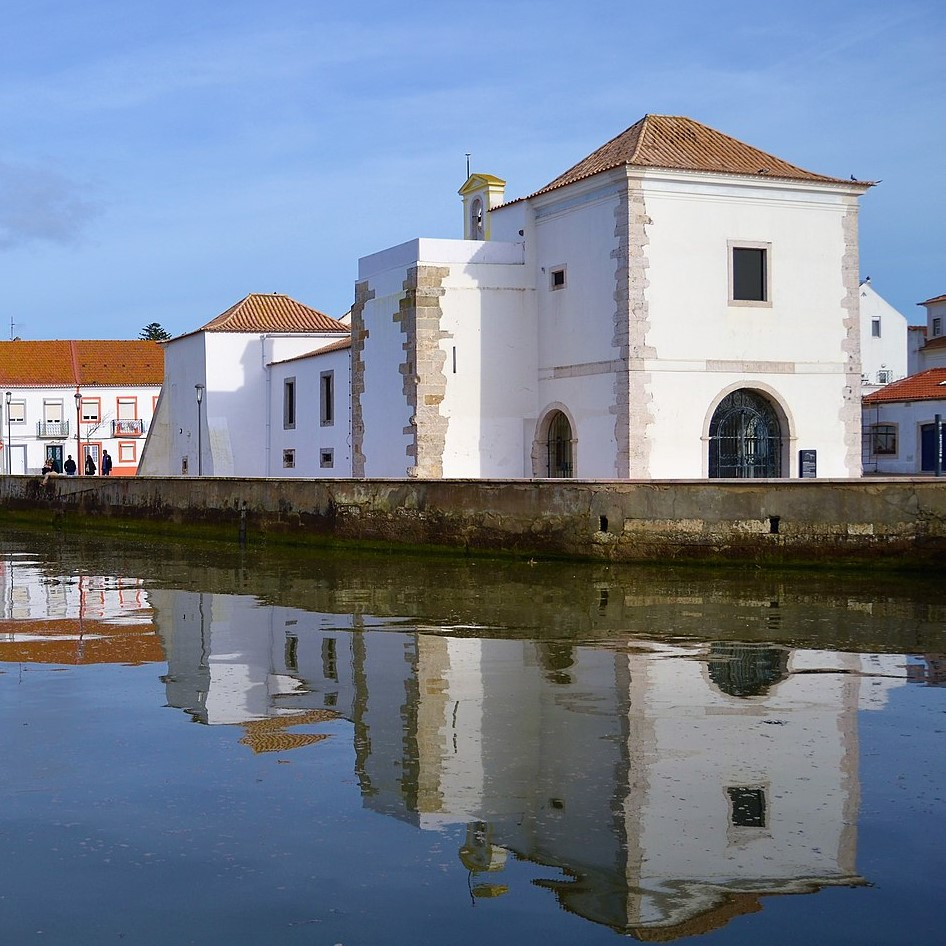
Antiga Igreja da Misericórdia de Alcochete, onde está instalado o Núcleo de Arte Sacra do Museu Municipal de Alcochete e o Posto de Turismo da Câmara Municipal de Alcochete.

A Santa Casa da Misericórdia de Alcochete, ou Misericórdia de Alcochete, é uma Irmandade de crentes católicos, sem fins lucrativos, que actua nas diversas áreas sociais de apoio aos carenciados e à terceira idade. Já teve agregado a si um hospital, com serviço ambulatório, e um serviço funerário.

## História
O movimento das Misericórdias é dos finais do séc. XV. Deve-se a Frei Miguel Contreiras e à Rainha Dª. Leonor, viúva do rei D. João II de Portugal, a criação da Santa Casa da Misericórdia de Lisboa em 1498.
Entre 1498 e 1525 (ano da morte da Rainha Dª. Leonor) foram fundadas dezenas de instituições semelhantes, todas ditas ‘Misericórdias’, cujo acto de constituição consistia num compromisso dos fundadores e ou instituidores, denominados Irmandade.
A Misericórdia de Alcochete foi fundada em 1520. No Arquivo Distrital de Setúbal, cujo espólio documental tem início em 1501, apuramos que antecedeu à Misericórdia de Alcochete, uma anterior instituição de caridade denominada Albergaria de Alcochete, cujos bens terão sido transmitidos para a recém criada Misericórdia.
Em 1563, a Misericórdia constrói o seu templo principal, dito Igreja da Misericórdia, um templo com interior de uma só nave, profusamente decorado.
Carlos Ferreira Prego, 3º Barão de Samora Correia, no seu testamento, datado de 5 de Abril de 1901, legou à Instituição avultada quantia para a construção de um asilo para idosos e idosas, denominado Asilo do Barão de Samora Correia, que deveria ser construído no palácio e dependências que possuía na vila de Alcochete. Deixou à Misericórdia a Marinha e herdade da Bela Vista e a Marinha Nova, cujos rendimentos suportariam as despesas do referido asilo.